# 마지막 요일
"마지막 요일"은 1967년 공개된 대한민국의 영화이다.

## 배역
- 문희
- 신영균
- 안인숙
- 김정철